# PKS Łuck
PKS Łuck – polski klub piłkarski z siedzibą w Łucku. Rozwiązany podczas II wojny światowej.

## Historia
Piłkarska drużyna PKS została założona w Łucku w 1929 roku. W 1931 PKS wywalczył awans do wołyńskiej Klasy A, po czym stał się najsilniejszym klubem z Łucka oraz jednym z najsilniejszych na Wołyniu, kończąc wszystkie kolejne sezony do wybuchu wojny zdobyciem mistrzostwa lub wicemistrzostwa Wołynia. Jako mistrz PKS czterokrotnie grał w grupach eliminacyjnych dla mistrzów okręgówek, walczących w barażach o awans do Ligi. Awansu nie wywalczył, jednakże zanotował zwycięstwa m.in. z Czarnymi Lwów, Rewerą Stanisławów, 22 Strzelcem Siedlce, WKS Grodno i Pogonią Brześć.
We wrześniu 1939, kiedy wybuchła II wojna światowa, klub przestał istnieć.

## Sukcesy
- mistrz Wołyńskiego OZPN:

1934, 1935, 1938, 1939
- wicemistrz Wołyńskiego OZPN:

1932, 1933, 1936, 1937

## Poszczególne sezony
Pozycje ligowe PKS Łuck z sezonów 1931-1939:
| Sezon     | Rozgrywki ligowe | Rozgrywki ligowe                  | Rozgrywki ligowe | Uwagi |
| Sezon     | Liga             | Liga                              | Miejsce          | Uwagi |
| --------- | ---------------- | --------------------------------- | ---------------- | --- |
| 1931      | III              | Klasa B (Wołyński OZPN)           | 1                | |
| 1932      | II               | Klasa A (Wołyński OZPN)           | 2/8              | Pierwsze derby Łucka pomiędzy PKS-em a WKS-em w Klasie A.                                                  |
| 1933      | II               | Klasa A (Wołyński OZPN)           | 2/8              | |
| 1934      | II               | Klasa A (Wołyński OZPN)           | 1/8              | 3. miejsce w grupie III eliminacji o Ligę. Najwyżej notowany klub z Wołynia.                               |
| 1935      | II               | Klasa A (Wołyński OZPN)           | 1/10             | 2. miejsce w grupie III eliminacji o Ligę. Najwyżej notowany klub z Wołynia.                               |
| 1936      | II               | Klasa A (Wołyński OZPN, gr. Łuck) | 1/5              | Porażka w finale wołyńskiej Klasy A.                                                                       |
| 1936/1937 | II               | Klasa A (Wołyński OZPN)           | 2/8              | |
| 1937/1938 | II               | Klasa A (Wołyński OZPN)           | 1/8              | 1. miejsce w grupie IV eliminacji o Ligę, 4. miejsce w grupie finałowej. Najwyżej notowany klub z Wołynia. |
| 1938/1939 | II               | Klasa B (Wołyński OZPN)           | 1/8              | 4. miejsce w grupie III eliminacji o Ligę. Najwyżej notowany klub z Wołynia.                               |